# 155217 Radnóti
155217 Radnóti è un asteroide della fascia principale. Scoperto nel 2005, presenta un'orbita caratterizzata da un semiasse maggiore pari a 2,6701495 au e da un'eccentricità di 0,0550920, inclinata di 1,99791° rispetto all'eclittica.